# 平山寛菜
平山 寛菜（ひらやま かんな）は、日本のアニメーター、イラストレーター、キャラクターデザイナー。
熊本県出身。イラストレーターとしての別名義にkappe（カッペ）がある。

## 略歴
2018年、CAMPFIRE上のクラウドファンディングによって資金調達され、ディヴァ―ジュ × 福島ガイナックス（現ガイナ）によって製作されたショートアニメ『超アイドル伝説大森杏子』でキャラクターデザインを担当したほか、本編一人作画を行った。
2019年に『ギヴン』、2020年に『グレイプニル』でプロップデザインを務め、同年『彼女、お借りします』において、キャラクターデザイン・プロップデザイン・全話全カット総作画監督・OP一人作画監督・ED一人作画を務め、"Best in Character Design" in 7th Anime Trending Awardsを受賞した。
2021年、『SELECTION PROJECT』で初めて、原案からのキャラクターデザインを担当した。
2023年、『【推しの子】』でキャラクターデザインを担当し、第8回クランチロール・アニメアワードの"Best Character Design"にノミネートされたほか、第10回Anime Trending Awardsでは"BEST CHARACTER DESIGN"を受賞した。

## 人物

### 現場からの評価
『彼女、お借りします』のキャラクターデザインを担当することになった経緯について、監督の古賀一臣は「キャラクターデザインはkappe（平山寛菜）さんが出してくれたコンペ用のキャラが一発で（原作者である宮島礼吏）先生のお気に入りになった」とインタビューで語っている。
また『SELECTION PROJECT』で監督を務めた平牧大輔はインタビューで「彼女は出世が早すぎなんですよ（笑）」と話している。同作で制作プロデューサーを務めた小林涼は、「平山さんは原画のころから『キャラデをやりたい』って周りに言っていたんです。ほぼ99％の人が自信や経歴をつけてから『キャラデをやりたい』と言い出すのに、平山さんは最初から言っていた（笑）。だから『この人はキャラデ志望なんだ』って、制作も目をつけていたし、もちろん絵が上手いのもあるんですけど、自己プロデュースが上手いですよね」と語っている。実際、平山自身も同インタビューで『彼女、お借りします』のキャラクターデザインはアニメーター歴3年目の時に決定したと語っている。

## 参加作品

### テレビアニメ
2017年
- ダンジョンに出会いを求めるのは間違っているだろうか外伝 ソード・オラトリア（原画）
- エロマンガ先生（原画）
- バトルガール ハイスクール（原画）
- サクラダリセット（原画）
- ゲーマーズ!（作画監督補・原画）
- NEW GAME!!（第2期）（原画）
- メイドインアビス（原画）
- クジラの子らは砂上に歌う（原画）
- 鬼灯の冷徹 第弐期（2017年 - 2018年、作画監督・原画）
- 干物妹！うまるちゃんR（第2期）（原画）
- ブレンド・S（原画）
- Just Because!（総作画監督・総作画監督補佐・作画監督・作画監督補佐・原画）
- アイドルマスター SideM（作画監督補佐）

2018年
- スロウスタート（原画）
- りゅうおうのおしごと!（原画）
- 七つの大罪 戒めの復活（原画）
- 恋は雨上がりのように（原画）
- ソードアート・オンライン オルタナティブ ガンゲイル・オンライン（OP原画）
- ヲタクに恋は難しい（原画・OP原画）
- 多田くんは恋をしない（原画）
- ゆらぎ荘の幽奈さん（原画）
- 七星のスバル（作画監督・O原画・OP原画）
- レイトン ミステリー探偵社 〜カトリーのナゾトキファイル〜（2018年 - 2019年、作画監督・原画）
- うちのメイドがウザすぎる!（作画監督・原画）
- やがて君になる（作画監督・原画）
- ゴブリンスレイヤー（作画監督補佐）
- RELEASE THE SPYCE（作画監督・原画）
- ソードアート・オンライン アリシゼーション（2018年 - 2019年、原画）

2019年
- 約束のネバーランド（原画）
- 同居人はひざ、時々、頭のうえ。（作画監督・原画）
- 私に天使が舞い降りた!（原画）
- MIX（OP原画）
- けだまのゴンじろー（OP原画）
- 盾の勇者の成り上がり（ED2原画）
- 世話やきキツネの仙狐さん（原画）
- あんさんぶるスターズ!（OP・OP2原画）
- 彼方のアストラ（原画・OP原画）
- ギヴン（プロップデザイン・OP原画）
- ダンベル何キロ持てる?（作画監督・OP原画）
- 魔王様、リトライ!（原画）
- 超人高校生たちは異世界でも余裕で生き抜くようです!（原画）
- Fate/Grand Order -絶対魔獣戦線バビロニア-（原画）
- ラディアン（OP原画）
- アズールレーン（OP原画）
- 慎重勇者〜この勇者が俺TUEEEくせに慎重すぎる〜（OP原画）

2020年
- SHOW BY ROCK!! ましゅまいれっしゅ!!（ED原画）
- ぼくのとなりに暗黒破壊神がいます。（OP・ED原画）
- グレイプニル（プロップデザイン）
- 邪神ちゃんドロップキック'（OP原画）
- 放課後ていぼう日誌（作画監督）
- 彼女、お借りします（キャラクターデザイン・プロップデザイン・総作画監督・作画監督・原画・OP作画監督・OP原画・ED総作画監督・ED作画監督・ED原画）
- くまクマ熊ベアー（OP原画）

2021年
- 俺だけ入れる隠しダンジョン（ED原画）
- ホリミヤ（OP原画）
- SELECTION PROJECT（キャラクターデザイン原案・キャラクターデザイン・総作画監督・作画監督（NC）・3D作画監督・ダンスパートアニメーション作画監督・OP作画監督・ED作画監督）
- 先輩がうざい後輩の話（OP原画）

2022年
- その着せ替え人形は恋をする（原画）
- 可愛いだけじゃない式守さん（総作画監督・第二原画・OP作画監督・OP原画）
- ヒーラー・ガール（OP原画）
- くノ一ツバキの胸の内（OP原画）
- 彼女、お借りします 第2期（キャラクターデザイン・プロップデザイン・総作画監督・原画・OP作画監督・OP原画）

2023年
- 【推しの子】（キャラクターデザイン・総作画監督・キャラデ監修・作画監督・第2原画・OP作画監督・ED作画監督・ED動画）
- スキップとローファー（OP原画）
- 僕の心のヤバイやつ（ED作画）
- 彼女、お借りします（第3期）（キャラクターデザイン・プロップデザイン・キャラクターデザイン監修・OP作画監督・ED作画監督）
- 僕らの雨いろプロトコル（キャラクターデザイン・OP作画監督）
- 薬屋のひとりごと（OP2原画）

2024年
- 【推しの子】（第2期）（キャラクターデザイン・総作画監督・作画監督）

2025年
- 彼女、お借りします（第4期）（キャラクターデザイン・キャラクターデザイン監修・プロップデザイン・総作画監督・原画・OP作画監督・OP原画・ED作画監督・ED原画）

### 劇場アニメ
2019年
- 映画 この素晴らしい世界に祝福を!紅伝説（原画）
- BLACKFOX（原画）

2020年
- 海辺のエトランゼ（作画監督）

### OVA
2017年
- エスカクロンプロジェクト（第2話原画）

2018年
- 超アイドル伝説大森杏子（キャラクターデザイン・本編）

2019年
- エロマンガ先生OVA（第2話原画）
- グリザイア:ファントムトリガー THE ANIMATION（作画監督補佐、OP・ED・本編原画）
- うちのメイドがウザすぎる！OVA（作画監督、原画）

### 書籍
2017年
- メイドインアビス STAFF NOTE（キネマシトラス、イラスト寄稿）

2021年
- 絵師100人[2022]（レミック・BNN：編集、株式会社ビー・エヌ・エヌ、ISBN 978-4-8025-1222-0、プロフィール紹介・イラスト掲載）

### その他
2017年
- 妄想少年たかし（東京アニメーター学院制作実習作品、キャラクターデザイン・作画監督・原画・動画・彩色設計・撮影・背景）

2021年
- TVアニメ「SELECTION PROJECT」キャラクターデザイン平山寛菜 SPECIALドローイング映像（ドローイング映像）
- 【SELECTION PROJECT】「スミパンダの制作現場突撃訪問！」第1回 動画工房探検編（インタビュー）
- 【SELECTION PROJECT】「スミパンダの制作現場突撃訪問！」第2回 スタッフ座談会編（インタビュー）

### 受賞歴
2021年
- "Best in Character Design（彼女、お借りします）" in 7th Anime Trending Awards（2021年）

## 「kappe」名義での活動

### 書籍
2018年
- CLIP STUDIO PAINTの「良ワザ」事典 [PRO/EX対応] デジタルイラストに役立つ厳選テクニック211（平井太朗：著、SBクリエイティブ、ISBN 4797396776、イラスト2点寄稿）

2022年
- 恋を思い出にする方法を、私に教えてよ（冬坂右折：著、GA文庫、ISBN 978-4-8156-1443-0、表紙・挿絵イラスト）
- 恋を思い出にする方法を、私に教えてよ2（冬坂右折：著、GA文庫、ISBN 978-4-8156-1444-7、表紙・挿絵イラスト）

2023年
- 少年名探偵 虹北恭助の冒険 新装版（はやみねかおる：著、星海社FICTIONS、ISBN 978-4-06-533856-8、表紙・挿絵イラスト）

2024年
- 少年名探偵 虹北恭助の新冒険 新装版（はやみねかおる：著、星海社FICTIONS、ISBN 978-4-06-534813-0、表紙・挿絵イラスト）
- 少年名探偵 虹北恭助の新・新冒険 新装版（はやみねかおる：著、星海社FICTIONS、ISBN 978-4-06-535469-8、表紙・挿絵イラスト）

### イラスト
2022年
- にじさんじガールズユニットグッズ世怜音女学院（2022年、イラスト5点）

### 同人
2021年
- A.I.Strength（金田悠真：著、アップワークス文庫、表紙イラスト）
- 限界OLですが、捨て猫魔王を拾ったら人生楽しくなってきた。』（蛙田アメコ：著、アップワークス文庫、表紙イラスト）

### 受賞歴
2015年
- デンキ街の本屋さんイラストコンテストCLIP STUDIO PAINT賞（2015年）